# Waikato International 1998
Die Waikato International 1998 im Badminton fanden vom 7. bis zum 9. August 1998 in Hamilton statt.

## Sieger und Platzierte
| Disziplin    | Gold                          | Silber                         | Bronze                           |
| ------------ | ----------------------------- | ------------------------------ | -------------------------------- |
| Herreneinzel | Nick Hall                     | Geoffrey Bellingham            | Stuart Brehaut                   |
| Herreneinzel | Nick Hall                     | Geoffrey Bellingham            | Chris Blair                      |
| Dameneinzel  | Li Feng                       | Rayoni Head                    | Amanda Carter                    |
| Dameneinzel  | Li Feng                       | Rayoni Head                    | Sara Runesten-Petersen           |
| Herrendoppel | David Bamford Peter Blackburn | Dean Galt Daniel Shirley       | Geoffrey Bellingham Jarrod King  |
| Herrendoppel | David Bamford Peter Blackburn | Dean Galt Daniel Shirley       | Murray Hocking Mark Nichols      |
| Damendoppel  | Tammy Jenkins Rhona Robertson | Nicole Gordon Sheree Jefferson | Amanda Carter A'E Wilson         |
| Damendoppel  | Tammy Jenkins Rhona Robertson | Nicole Gordon Sheree Jefferson | Michaela Smith Kate Wilson-Smith |
| Mixed        | Peter Blackburn Rhonda Cator  | Fiona Dunn Nick Hall           | Dean Galt Tammy Jenkins          |
| Mixed        | Peter Blackburn Rhonda Cator  | Fiona Dunn Nick Hall           | Daniel Shirley Sheree Jefferson  |